# Близницы (Могилёвская область)
Близницы (бел. Блізніцы) — бывшая деревня в Клетненском сельсовете Глусского района Могилёвской области Беларуси. Существовала до 1948 года. Известна с начала XX века как застенок, в котором были 54 жителя. В начале XX века — в Глусской волости Бобруйского уезда Российской империи. В 1917 году — 12 дворов, 63 жителя.